# Алай (футбольний клуб)
«Алай» (кирг. Алай) — киргизський футбольний клуб, який представляє місто Ош.

## Хронологія назв
- 1960: Заснований під назвою команда міста Ош
- 1965: перейменований в «Шахтар»
- 1967: перейменований в «Алай»
- 1994: перейменований в «Алай-Ош-Пірім»
- 1995: перейменований в «Алай»
- 1996: об'єднався з «Динамо» (Ош) в «Динамо-Алай»
- 2002: відновлений під назвою «Алай»

## Історія

### Радянський період
Футбольний клуб «Алай» (Ош) було засновано в 1960 році під назвою «Команда міста Ош». В 1965 році клуб дебютував у Чемпіонатах СРСР з футболу у 5-ій групі Клвсу Б Чемпіонату СРСР, в якій виступав до 1972 року, за винятком 1970 року, коли команда виступала у середньоазійській зоні Класу Б. Після цього команда виступала лише в регіональних чемпіонатах (Чемпіонат Киргизької РСР). Допоки в 1982 році знову не розпочав свої виступи у 7-ій групі Другої ліги Чемпіонату СРСР, в якій команда виступала до 1989 року. В 1990—1991 роках виступав у 9-ій групі Другої нижчої ліги Чемпіонату СРСР.

### Виступи команди за часів незалежності Киргизстану
В 1992 році команда дебютувала у Вищій лізі. В 1996 році «Алай» (Ош) об'єднався з «Динамо» (Ош), яке в той час також виступало у Вищій лізі, в «Динамо-Алай». Але в 2002 році команда розділилася на два клуби—"Алай" (Ош) та «Динамо-УВД» (Ош). З 2003 року «Алай» знову відновив свої виступи у Вищій лізі.
У 2012 році футбольний клуб Алай стає першим володарем Кубку Легенди Киргизстану.
У сезоні 2013 року Алай вперше в своїй історії стає Чемпіоном і володарем Кубку Киргизстану.
У початку 2014 року рішенням виконкому АФК киргизстанський клуб отримав право виступати в другому за значущістю клубному турнірі-Кубку АФК. До цього киргизстанські клуби-чемпіони брали участь у Кубку президента АФК — третьому за значимістю турнірі АФК. 4 лютого Алай дебютував з раунду плей-оф, де зустрівся чемпіоном Палестини — командою Аль-Дахрія. В єдиному матчі кваліфікаційного раунду турніру Алай грав у гостях, і переміг в серії післяматчевих пенальті (8:7), і вийшов в груповий раунд Кубку АФК-2014. В групі Д Алай грав з командами Ріффа з Бахрейну, Шабаб Аль-Ордон з Йорданії та Ербіль з Іраку. В шести матчах алайці набрали лише одне очко, після домашньої нічиї з командою Шабаб Аль-Ордон. Після п'яти поразок Алай закінчив виступ на Кубку АФК-2014. В Топ-лізі алайці фінішували четвертими, а в Кубку програли Абдиш-Аті.
Перед початком сезону 2015 року стан алайцев покинули основні гравці Мірзаліев, Кашуба, Шакіров, Веніамін Шумейко, Шерзод Шакіров, Ільдар Аміров, Павло Сидоренко, Бекмирза Дуванаєв, Алмазбек Мірзалієв, Володимир Верьовкін.
А команду поповнили нові гравці Анатолій Власіч, Кенес Шубаєв, Вахіджжан Акбаралієв, Марат Мамасадиков, Бекмуратов Абдраїмов, Аброр Кидиралієв, Дільшот Абдраїмов, шуба Кенесбай, Аліа Сілла, Аюбхон Гапаров, Максат Алімов, Тимур Султанов, Оділжон Абдрахманов, Ернест Седько. Головним тренером став — Володимир Власічев, який колись тренував Алай. Футбольний клуб «Алай» достроково став чемпіоном Киргизстану 2015 року. 25 жовтня в домашньому матчі «Алай» обіграв Наринськой клуб «Ала-Тоо» з рахунком 3:2. Перемога дозволила дружині з Оша забезпечити собі чемпіонство за тур до завершення чемпіонату республіки. Голом відзначився гвінейський легіонер Аліа Сілла, що дозволило йому з 17 м'ячами очолити гонку бомбардирів Топ-ліги.
У плей-оф за потрапляння до групового раунду Кубка АФК з футболу сезону 2016 року, чемпіон Киргизстану ошський «Алай» поступився у серії післяматчевих пенальті ліванському «Триполі» і не зміг вийти до групового етапу Кубка АФК. Основний час матчу завершився з рахунком 0:0. При цьому ліванці не змогли реалізувати пенальті в першому таймі. Обійшлися без забитих м'ячів команди і в додаткові півгодини. Доля путівки вирішувалася в серії післяматчевих пенальті. Обидві команди без промаху виконали по п'ять одинадцятиметрових і почали бити до першої помилки. Команда з Киргизстану не змогла реалізувати сьомий удар і поступилася з рахунком 6:7.

## Досягнення
- Топ-Ліга
  -  Чемпіон (4): 2013, 2015, 2016, 2017
  -  Віце-чемпіон (3): 2018, 2019, 2022
  -  Третє місце (6): 1992, 1993, 1996, 2008, 2009, 2012

- Кубок Киргизстану
  -  Переможець (2): 2013, 2020
  -  Фіналіст (9): 1992, 1994, 1997, 1998, 2000, 2009, 2016, 2017, 2018

- Кубок легенди Киргизстану
  -  Переможець (1): 2012

- Суперкубок Киргизстану
  -  Переможець (3): 2017, 2018, 2023
  -  Фіналіст (4): 2014, 2016, 2019, 2021

## Статистика виступів у національних турнірах
| Сезон | Ліга | Ліга | Ліга   | Ліга   | Ліга   | Ліга   | Ліга   | Ліга   | Ліга | Кубок Киргизстану | Бомбардир                           | Бомбардир |
| Сезон | Див. | Міс. | Іг.    | В      | Н      | П      | ЗМ     | ПМ     | О    | Кубок Киргизстану | Ім'я                                | В лізі    |
| ----- | ---- | ---- | ------ | ------ | ------ | ------ | ------ | ------ | ---- | ----------------- | ----------------------------------- | --------- |
| 1992  | 1-ий | 3    | 22     | 12     | 3      | 7      | 55     | 24     | 27   | Фіналіст          | Даврон Бабаєв                       | 38        |
| 1993  | 1-ий | 3    | 32     | 25     | 3      | 4      | 110    | 49     | 53   | 1/2 фіналу        |                                     |           |
| 1994  | 1-ий | 6    | 26     | 12     | 7      | 7      | 49     | 28     | 31   | Фіналіст          |                                     |           |
| 1995  | 1-ий | 6    | 14     | 3      | 7      | 4      | 19     | 25     | 16   |                   |                                     |           |
| 1996  | 1-ий | 3    | 22     | 14     | 3      | 5      | 47     | 18     | 45   |                   |                                     |           |
| 1997  | 1-ий | 5    | 18     | 8      | 4      | 6      | 29     | 19     | 28   | Фіналіст          |                                     |           |
| 1998  | 1-ий | 4    | 14     | 5      | 3      | 6      | 21     | 24     | 18   | Фіналіст          | Маманов                             | 15        |
| 1999  | 1-ий | 8    | 22     | 8      | 6      | 8      | 40     | 48     | 30   | 1/4 фіналу        | Раджабалієв                         | 15        |
| 2000  | 1-ий | 5    | 22     | 11     | 6      | 5      | 44     | 24     | 39   | Фіналіст          |                                     |           |
| 2001  | 1-ий | 5    | 28     | 10     | 5      | 13     | 48     | 59     | 35   | 1/2 фіналу        |                                     |           |
| 2002  | 1-ий | 4    | 18     | 10     | 2      | 6      | 33     | 18     | 32   | 1/2 фіналу        |                                     |           |
| 2003  | 1-ий | 6    | 14     | 2      | 4      | 8      | 14     | 27     | 10   | 1/2 фіналу        | Мірлан Мірзалієв                    | 22        |
| 2004  | 1st  | 6    | 36     | 13     | 3      | 20     | 48     | 60     | 42   | 1/2 фіналу        | Мірлан Мірзалієв / Мірлан Мірзалієв | 10        |
| 2005  | 1-ий | 5    | 24     | 7      | 4      | 13     | 37     | 56     | 25   | 1/16 фіналу       | Мірлан Мірзалієв                    | 8         |
| 2006  | 1-ий | 5    | 10     | 1      | 3      | 6      | 8      | 16     | 6    | 1/2 фіналу        | Алмазбек Мірзалієв                  | 11        |
| 2007  | 1-ий | 5    | 32     | 16     | 3      | 13     | 48     | 32     | 51   | 1/2 фіналу        |                                     |           |
| 2008  | 1-ий | 3    | 16     | 9      | 2      | 5      | 22     | 16     | 29   | 1/2 фіналу        | Єдгорбек Акбаров                    | 9         |
| 2009  | 1-ий | 3    | 22     | 11     | 5      | 6      | 40     | 27     | 38   | Фіналіст          |                                     |           |
| 2010  | 1st  | 8    | знявся | знявся | знявся | знявся | знявся | знявся | -    | -                 |                                     |           |
| 2011  | 1-ий | 5    | 20     | 5      | 3      | 12     | 25     | 36     | 18   | 1/2 фіналу        |                                     |           |
| 2012  | 1-ий | 3    | 28     | 14     | 7      | 7      | 45     | 27     | 49   |                   |                                     |           |
| 2013  | 1-ий | 1    | 20     | 13     | 4      | 3      | 38     | 19     | 43   | Переможець        |                                     |           |
| 2014  | 1-ий | 4    | 20     | 10     | 2      | 8      | 44     | 23     | 30   | 1/2 фіналу        | Алмазбек Мірзалієв                  | 12        |
| 2015  | 1-ий | 1    | 20     | 16     | 2      | 2      | 48     | 18     | 50   |                   | Алія Сілла                          | 17        |

## Статистика виступів на континентальних турнірах
| Сезон | Змагання  | Раунд         |           | Клуб              | Вдома | На виїзді  |
| ----- | --------- | ------------- | --------- | ----------------- | ----- | ---------- |
| 2014  | Кубок АФК | Плей-оф       | Палестина | Шабаб Аль-Дахірія | –     | 1–1 (пен.) |
| 2014  | Кубок АФК | Груповий етап | Йорданія  | Шабаб Аль-Ордон   | 0–1   | 1–2        |
| 2014  | Кубок АФК | Груповий етап | Бахрейн   | Аль-Ріффа         | 0–0   | 0–2        |
| 2014  | Кубок АФК | Груповий етап | Ірак      | Ербіль            | 3–0   | 0–6        |
| 2016  | Кубок АФК | Плей-оф       | Ліван     | Триполі           | –     | 0–0 (пен.) |

## Відомі тренери
| - Борис Смислов (1968) - Володимир Бражников (1971—1972) - Борис Татушин (1981) - Мекліс Кошалієв (1983) - Микола Вичуцький (1984) - Микола Єланев (1985—1987) - Віктор Звягін (1989) - Володимир Власичев (1990) | - / Володимир Кулагін (2011- 1 квітня 2014) - / Борис Стрельцов (1 квітня 2014-7 липня 2014) - в.о. Айбек Татанов (7 липня 2014 — 21 серпня 2014) - Метін бей Айдин (21 серпня 2014 — листопад 2014) - Володимир Власичев (2015 — липень 2015) - Андрій Власичев (липень 2015 — грудень 2015) - Бакит Маматов (січень 2016-теп. час) |

## Капітани
- Баргибай уулу Бакит (2011)
- Віталій Тимофеєв (2012—2013)
- Алмазбек Мірзалієв (2014)
- Анатолій Власичев (2015)
- Ільяз Алімов (2016-теп. час)

## Найкращі бомбардири чемпіонату Киргизстану
Наступні футболісти ставали найкращими бомбардирами в Чемпіонаті Киргизстану
- Давран Бабаєв 39 голів (30 матчів) (1993)
- Алія Сілла 17 голів (2015)